# Adam Savage
Adam Whitney Savage (New York, 1967. július 15. –) amerikai ipari formatervező, speciáliseffekt-szakértő, színész, pedagógus, társműsorvezető a Discovery Channel Mythbusters (Állítólag…) és az Unchained Reaction című műsorában. Modelljei feltűntek több híres filmben is, mint például a Csillagok háborúja II - A klónok támadása és a Mátrix: Újratöltve. Jelenleg San Fransiscóban él két ikerfiával és a feleségével, Juliával.

## Gyermekkora és tanulmányai
Adam New Yorkban született, és a New York állambeli Westchester County-ban nőtt fel. 1985-ben végzett a Sleepy Hollow Gimnáziumban. Apja, Whitney Lee Savage (1928-1998) filmkészítő, festő és animátor, leginkább a Szezám utca-i munkásságáért ismert. Állandó kiállítása volt a Avampato Discovery Museum-ban. Édesanyja pszichoterapeuta volt. Nővére, Kate Savage szintén művész. Tinédzserként gyakran látogatta a helyi bicikliüzletet, hogy a lapos gumiabroncsait megjavítsák, majd egyszer a boltban megmutatták neki, hogy hogyan csinálja maga. Ezután az élmény után, ahogy Adam mondta: "Rájöttem, hogy szétszedhetsz egy biciklit, majd összerakhatsz, és ez nem is volt nehéz... Azóta építek és rakok össze bicikliket"
Adam gyerekként kezdett színészkedni, és öt évet töltött színész iskolában. Korai munkái szinkronmunkák voltak a Szezám utcában, reklámokban, később speciális effektusokkal segített a Csillagok háborújában, és segédkezett az 1985-ös Billy Joel videóban, a "You're Only Human (Second Wind)"-ben.
Amikor a színészi karrierje korai befejezéséről beszélt, Savage azt mondta: "Amikor elértem, azt hiszem a 19. életévemet, már örültem annak, ha készíthetek dolgokat - grafikákat, animációs asszisztens voltam New Yorkban, aztán végül egy San Franciscó-i színházban dolgoztam, és speciális effekteket csináltam. Aztán jött az Állítólag, ami a kettő tökéletes párosítása volt: a színészkedésé és a speciális effekteké". 2011. november 25-én díszdoktori címet kapott a holland Twente egyetemen azért, mert nagy szerepe volt a tudomány és a technológia népszerűsítésében.

## Karrier
Adam volt animátor, grafikus, ács, filmvetítő, műsorvezető, díszlettervező, játéktervező és galériatulajdonos is. Ő játszotta a segítőkész mérnök szerepét a 2001-es Túlélők nyomában - A végítélet után-ban, és szintén kapott egy szerepet a 2006-os Darwin-díj c. filmben, ahol Jamie Hyneman-nel szerepelt. Szintén Jamie-vel volt egy cameoszerep-ük a CSI: A helyszínelők 2008. május 1-jei "The Theory of Everything" c. epizódjában.
Savage szokásos vendége a Maker Faire-nek 2008 óta, ahol olyanokról szokott beszélni, mint a megszállottsága a Dodó madár iránt. De előkerülnek kérdések a problémamegoldásról, és rendszerint válaszol az Állítólaggal kapcsolatos kérdésekre is.
Adam vezette a Discovery Channel Curiosity sorozatának az egyik epizódját. Azt fejtegette, hogy képes lesz-e vajon az ember örökké élni.

## Állítólag…
Savage a kezdetektől az Állítólag… csapatának a tagja. A szerepe a show-ban (mint minden tagnak), hogy bebizonyítsa vagy cáfolja a különböző mítoszokat tesztelés útján. Ha a mítosz előfordulhat, akkor a valószínű (plausible) jelzőt kapja. Savage viselkedése a műsorban élénk és energikus, teljes ellentéte Jamie Hyneman-ének.
A sorozat első évadának csak ők ketten voltak a készítői, a második évadtól bővült a csapat: Kari Byron, Tory Belleci, Scottie Chapman, aki a harmadik évadban le lett cserélve Grant Imaharára.

## Magánélet
Adam és Julia 2002-ben házasodtak össze. Adamnek két fia van az előző kapcsolatából. Adam gyakorlott bűvész, amit az Állítólagban láthattunk is. Ateista. Egész életében érdekelte a jelmeztervezés. Jelmezeinél mindig törekszik arra, hogy autentikusak maradjanak.

## Főbb munkái
- Mátrix - Forradalmak (2003) (modellkészítő)
- Terminátor 3. - A gépek lázadása (2003) (modellkészítő)
- Mátrix: Újratöltve (2003) (modellkészítő)
- Csillagok háborúja II - A klónok támadása (2002) (modellkészítő)
- AI: Mesterséges értelem(2001) (modellkészítő)
- Űrcowboyok (2000) (modellkészítő)
- Galaxy Quest - Galagtitkos küldetés (1999) (modellkészítő)
- A kétszáz éves ember (1999) (modellkészítő)
- Csillagok háborúja I. - Baljós árnyak(1999) (modellkészítő)
- Reszkessetek betörők 3 (1997) (modellkészítő)